# Alexander Agricola

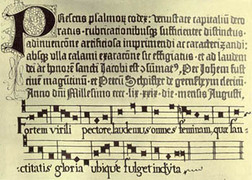
Alexander Agricola's score Fortem virili

Alexander Agricola (sinh Alexander Ackerman; 1445 hay 1446 – 15 tháng 8 năm 1506) là nhà soạn nhạc Pháp-Flemish của thời kỳ Phục hưng. Là một thành viên nổi bật của Grande chapelle, ông là một nhà soạn nhạc nổi tiếng trong các năm 1500 và âm nhạc của ông được phân phối rộng rãi khắp châu Âu. Là một trong những nhà soạn nhạc quan trọng của cả nhạc thế tục và nhạc tôn giáo.